# Müglenz
Müglenz ist ein Ortsteil der Gemeinde Lossatal im Landkreis Leipzig in Sachsen. Der Ort liegt nordwestlich von Falkenhain an der Kreisstraße K 8312 und an der Lossa. Südlich des Ortes verläuft die S 23.

## Geschichte

### Eingemeindung
Am 1. Januar 2012 wurde Müglenz nach Lossatal eingemeindet. Vor der Eingemeindung nach Lossatal gehörte es seit dem 1. Juli 1972 zur damaligen Gemeinde Hohburg.

### Gutshistorie
Im Ort bestand ein altes Rittergut. Die Besitzer, lehnpflichtig gegenüber dem Landesherrn, und späteren dann freie Eigentümer wechselten häufig. Zunächst waren die Müglenzer Gutsherren aus verschiedenen Adelsfamilien, von Korbitz, von Staupitz, von Kötteritzsch und von Heynitz. Zwischenzeitlich soll die Stadt Wurzen, 1599–1622, nachfolgend sogar der Kurfürst Johann Georg I. von Sachsen selbst, dem Gut vorgestanden haben. Überliefert als Gutsbesitzer vor Ort ist auch der fürstl. sächs. Kammerjunker und Administrator des Tempelhofes Droyßig Herr Heinrich von Bünau-Treben (1643–1711). Er erwarb den Besitz 1706 durch Kauf und richtete eine Familienstiftung ein. Nachfolger wurde sein Sohn Rudolf von Bünau-Müglenz.
Letzte Besitzer war die bürgerliche Familie Nette mit Hauptgut in Wörbzig, vertreten durch den Oberleutnant, dann Ökonomie-Rat Georg Nette-Müglenz, und seiner Ehefrau Charlotte Edeling. Familie Nette übte ebenso das Kirchenpatronat bis hin zur Mitbestimmung der personellen Besetzung der Pfarrstelle aus. Zur Erbin bestimmt wurde, auch wenn kein Testament vorlag, zu Dreiviertel, die 1915 in Müglenz geborene Tochter Anneliese, verheiratet mit dem Offizier und späteren Diplomaten Friedrich-Karl von Plehwe. Die letzte Müglenzer Schlossbesitzerin Anneliese von Plehwe starb 1962 im Alter von 46 Jahren.

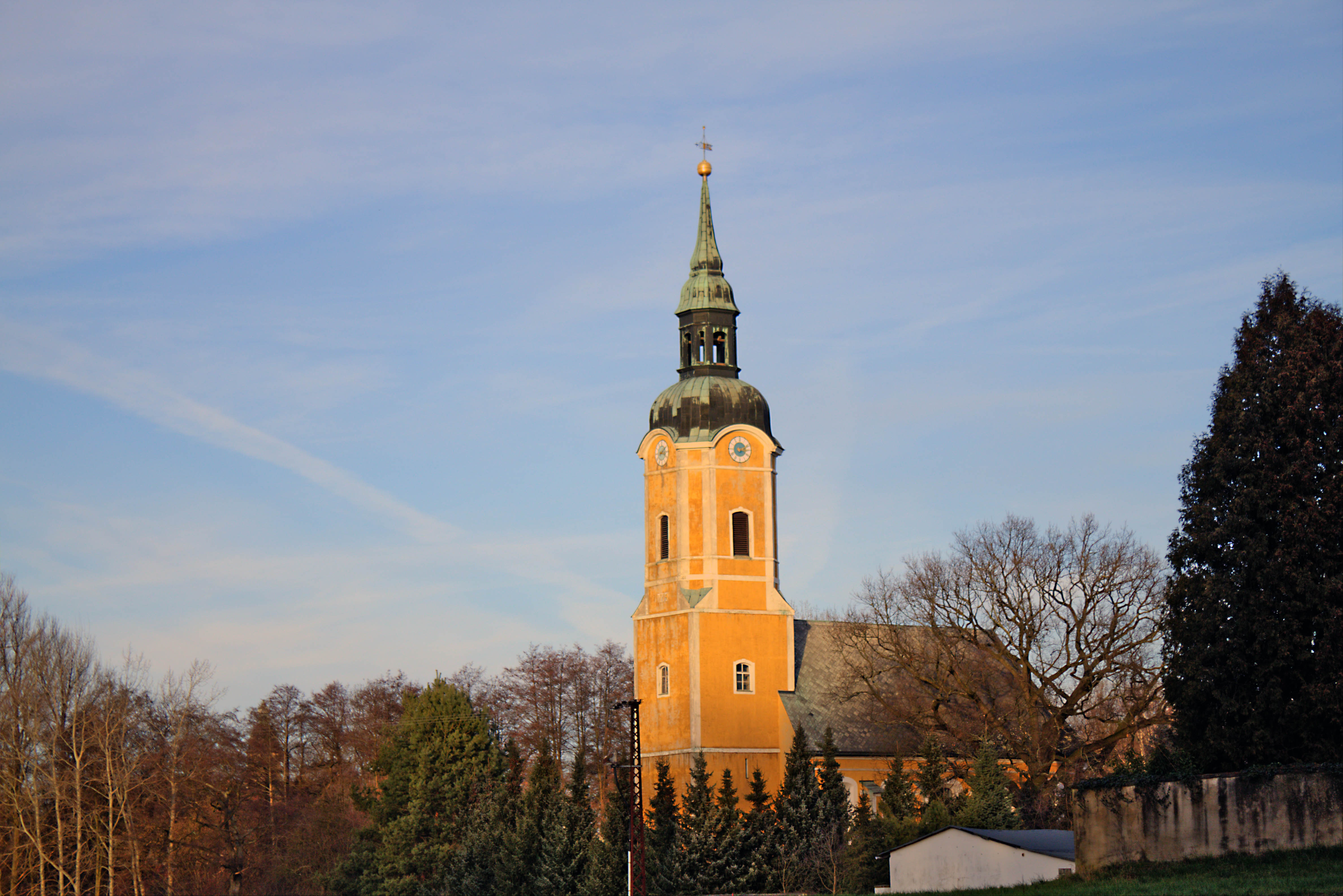
Dorfkirche Müglenz. 2014.

Neben dem 280 ha großen Rittergut gab es in Müglenz in den 1920er Jahren noch vier weitere Landwirtschaftsbetriebe, die der Familien Glauche, Naundorf, Petzold und Ramm, zwischen 17 bis 34 ha umfangreich.
Gutsbesitzer Nette hatte vor 1911 in Müglenz ein kleines Völkerschlacht-Museum eingerichtet und hielt Kontakt mit mehreren musealen Einrichtungen, in Nürnberg und Stralsund.
Das Herrenhaus ist als Baukörper erhalten und stark sanierungsbedürftig.

## Kulturdenkmale
In der Liste der Kulturdenkmale in Lossatal sind für Müglenz 13 Kulturdenkmale aufgeführt, darunter
- die Dorfkirche mit Kirchhof und Einfriedungsmauer. Die in den Jahren 1766–1774 erbaute barocke Saalkirche ist ein verputzter Bruchsteinbau mit einem schlanken Westturm. Das Kircheninnere ist durch eine seltenere neugotische Ausstattung geprägt.[15][16]

## Literatur

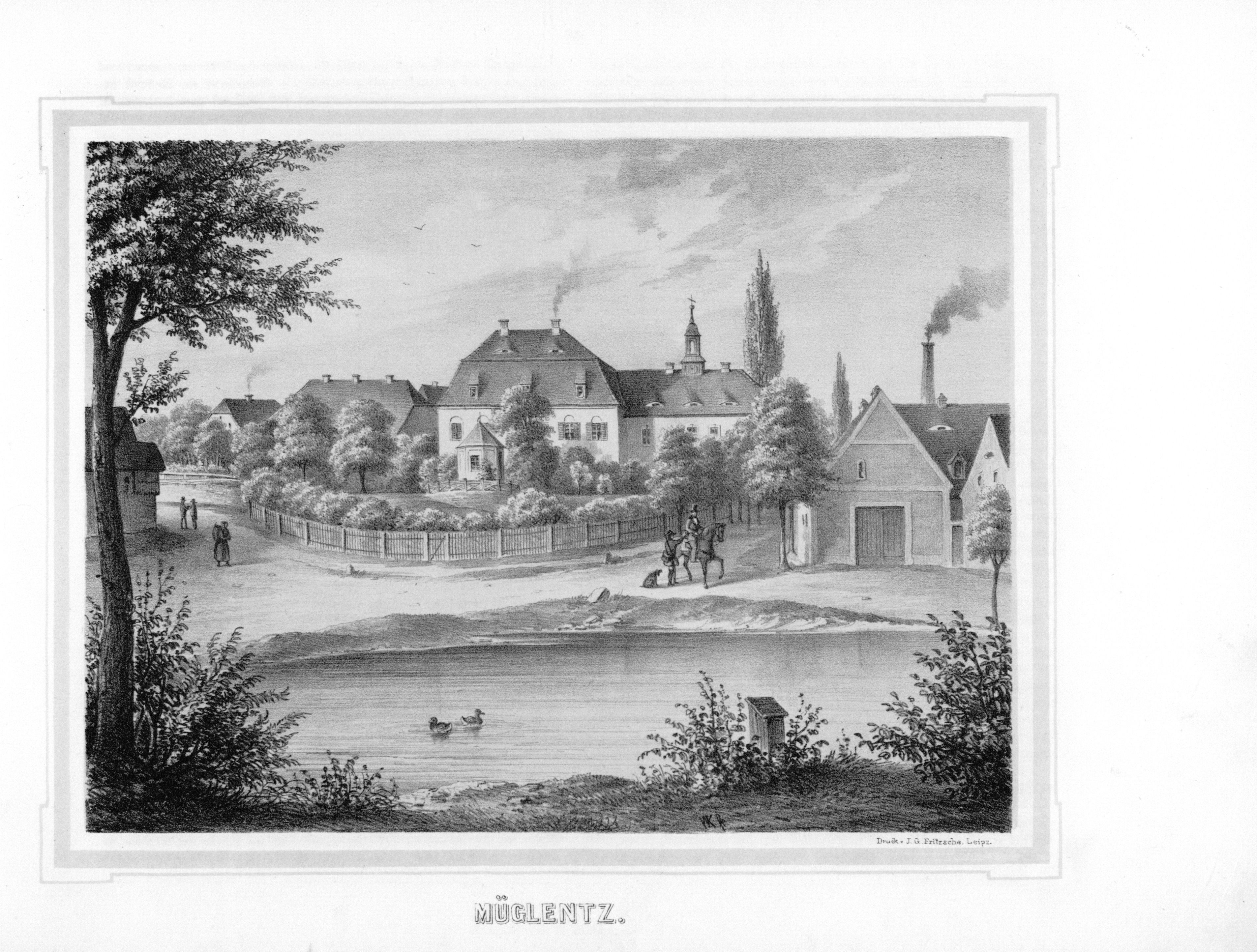
Herrenhaus Müglenz. 1860.